# Негрево
Негрево (мкд. Негрево) је насеље у Северној Македонији, у источном делу државе. Негрево је у саставу општине Пехчево.

## Географија
Негрево је смештено у источном делу Северне Македоније, близу државне границе са Бугарском - 5 km источно од насеља. Од најближег града, Берова, насеље је удаљено 12 km северно.
Насеље Негрево се налази у историјској области Малешево. У области Малешевских планина, на североисточном ободу Беровског поља. Источно од насеља тече река Брегалница горњим делом свог тока. Надморска висина насеља је приближно 1.080 метара. 
Месна клима је планинска због знатне надморске висине.

## Становништво
Негрево је према последњем попису из 2002. године имало 97 становника.
Претежно становништво у насељу су етнички Македонци (100%).
Већинска вероисповест месног становништва је православље.